# Salvo (Carolina do Norte)
Salvo é um lugar designado pelo censo do condado de Dare no estado estadounidense da Carolina do Norte.